# Tedania flexistrongyla
Tedania flexistrongyla är en svampdjursart som beskrevs av Koltun 1959. Tedania flexistrongyla ingår i släktet Tedania och familjen Tedaniidae. Inga underarter finns listade i Catalogue of Life.